# Макдермотт, Фелим
Фелим Макдермотт (англ. Phelim McDermott; род. 21 августа 1963, Манчестер, Великобритания) ― английский актёр и театральный режиссёр. Помимо Британии, он ставил пьесы и оперы в Германии, Испании, США и Австралии. Макдермотт стал сооснователем «Невероятного театра» в 1996 году.

## Биография
Макдермотт родился 21 августа 1963 года в Манчестере. Свою первую роль он сыграл в фильме 1991 года «Робин Гуд», после чего сыграл ещё несколько эпизодических ролей, одной из которых стала роль в фильме «Дитя Макона» (1993). Также он играл в театрах, в том числе в 1991 году в постановке Ноттингемским театром пьесы Сэнди Тосквиг «Карманный сон», пьесы Шекспира Сон в летнюю ночь, и в 2017 году в пьесе «Потерянные без слов» в Королевском национальном театре. Также Макдермотт с 1993 по 1995 годы участвовал в импровизационной постановке The Masterson Inheritance BBC Radio 4.
Он стал почётным доктором Миддлсекского университета в 2007 году.

### Значимые произведения
- 1998: Shockheaded Peter[англ.] в Лидском театре[англ.] и Лирическом театре Хэммерсмит[англ.] в Лондоне
- 2002: Сон в летнюю ночь Уильяма Шекспира в Немецком театре[англ.] в Гамбурге[6]
- 2007: «Сатьяграха» Филиппа Гласса, в оперном театре «Английская национальная опера»[7] и в 2008 в театре «Метрополитен-опера» в Нью-Йорке; также ставилась в АНО в 2009 и 2013 годах, и в МЕТ в 2011 году[8]
- 2009:Семейка Аддамс[англ.] с Bebe Neuwirth и Nathan Lane в главных ролях, Oriental Theatre, Chicago, и в 2010 году в театре Lunt-Fontanne Theatre, Broadway
- 2011: Зачарованный остров в «Метрополитен-опере»[9]
- 2013: The Perfect American Филиппа Гласса в Teatro Real, Madrid, «Английской национальной опере», и в 2014 году для театра Opera Queensland и Brisbane Festival
- 2014: «Так поступают все женщины» Моцарта в Английской национальной опере
- 2016: Эхнатон Филиппа Гласса в Английской национальной опере
- 2017: Aida by Giuseppe Verdi в Английской национальной опере
- 2018: «Так поступают все женщины» Моцарта, новая постановка в «Метрополитен-опере»[10]
- 2019: Tao of Glass на Манчестерском международном фестивале[англ.][11]
- 2019: Эхнатон Филиппа Гласса в «Метрополитен-опере».